# Uri Barbash
Uri Barbash, in ebraico: אורי ברבש (Tel Aviv, 24 dicembre 1946), è un regista israeliano.
Con il film Oltre le sbarre (Me’ achorei hasoragim) del 1984 ha ricevuto la candidatura per l'Oscar al miglior film in lingua straniera ai Premi Oscar 1985.

## Filmografia parziale
- Ot Kain (1982)
- Gabi Ben Yakar (1982)
- Oltre le sbarre (Me’ achorei hasoragim) (1984)
- Terra di conquista (Ha- holmim) (1987)
- Ehad Mishelanu (1989)
- Derech Ha'nesher (1990)
- Last Moments (1990)
- Me'Ahorei Hasoragim II (1992)
- Tironoot (1998-2001) - Serie TV
- Miluim (2005-2006) - Serie TV
- Melah Ha'arets (2006)
- Spring 1941 (2007)
- Ha-Emet Ha'Eroma (2008-2009) - Serie TV
- Black Honey: The Poetry and Life of Abraham Sutzkever (2018)